# Natación en los Juegos Olímpicos de Londres 2012 – 400 metros estilo libre masculino
El evento de 400 metros estilo libre masculino de natación en los Juegos Olímpicos de Londres 2012 tomó lugar el 28 de julio en el  Centro Acuático de Londres.

## Récords
Antes de esta competición, los récords mundial y olímpico eran:
| Récord del Mundo | Paul Biedermann (GER) | 3:40.07 | Roma, Italia      | 26 de julio de 2009      |
| Récord Olímpico  | Ian Thorpe (AUS)      | 3:40.59 | Sídney, Australia | 16 de septiembre de 2000 |

Durante esta competición se estableció un nuevo récord olímpico y de área.
| Fecha       | Evento | Nombre   | País                          | Tiempo  | Récord |
| ----------- | ------ | -------- | ----------------------------- | ------- | ------ |
| 28 de julio | Final  | Sun Yang | República Popular China (CHN) | 3:40.14 | RO, RA |

## Resultados

### Series

#### Serie 1
| Rank | Línea | Nombre                  | Nacionalidad    | Tiempo  | Notas |
| ---- | ----- | ----------------------- | --------------- | ------- | ----- |
| 1    | 4     | Mateusz Sawrymowicz     | Polonia (POL)   | 3:53.33 |       |
| 2    | 5     | Mateo de Angulo Velasco | Colombia (COL)  | 3:57.76 |       |
| 3    | 6     | Ahmed Gebrel            | Palestina (PLE) | 4:08.51 |       |
| 4    | 3     | Allan Gutierrez Castro  | Honduras (HON)  | 4:09.10 |       |

#### Serie 2
| Rank | Línea | Nombre              | Nacionalidad        | Tiempo  | Notas |
| ---- | ----- | ------------------- | ------------------- | ------- | ----- |
| 1    | 5     | Ryan Cochrane       | Canadá (CAN)        | 3:47.26 |       |
| 2    | 3     | Robbie Renwick      | Reino Unido (GBR)   | 3:47.44 |       |
| 3    | 6     | Mads Glaesner       | Dinamarca (DEN)     | 3:48.27 |       |
| 4    | 4     | Paul Biedermann     | Alemania (GER)      | 3:48.50 |       |
| 5    | 2     | Matthew Stanley     | Nueva Zelanda (NZL) | 3:49.44 |       |
| 6    | 7     | Egor Degtyarev      | Rusia (RUS)         | 3:52.33 |       |
| 7    | 8     | Dorde Marković      | Serbia (SRB)        | 3:55.35 |       |
| 8    | 1     | Juan Martin Pereyra | Argentina (ARG)     | 3:56.76 |       |

#### Serie 3
| Rank | Línea | Nombre         | Nacionalidad        | Tiempo  | Notas |
| ---- | ----- | -------------- | ------------------- | ------- | ----- |
| 1    | 4     | Park Tae-Hwan  | Corea del Sur (KOR) | 3:46.68 | Q     |
| 2    | 2     | Gergő Kis      | Hungría (HUN)       | 3:46.77 | Q     |
| 3    | 5     | Ryan Napoleon  | Australia (AUS)     | 3:47.01 | Q     |
| 4    | 6     | David Carry    | Reino Unido (GBR)   | 3:47.25 | Q     |
| 5    | 3     | David McKeon   | Australia (AUS)     | 3:48.57 |       |
| 6    | 1     | Serhi Frolov   | Ucrania (UKR)       | 3:50.63 |       |
| 7    | 8     | Matias Koski   | Finlandia (FIN)     | 3:54.96 |       |
| 8    | 7     | Heerden Herman | Sudáfrica (RSA)     | 3:57.28 |       |

#### Serie 4
| Rank | Línea | Nombre                   | Nacionalidad                  | Tiempo  | Notas |
| ---- | ----- | ------------------------ | ----------------------------- | ------- | ----- |
| 1    | 4     | Sun Yang                 | República Popular China (CHN) | 3:45.07 | Q     |
| 2    | 5     | Peter Vanderkaay         | Estados Unidos (USA)          | 3:45.80 | Q     |
| 3    | 7     | Conor Dwyer              | Estados Unidos (USA)          | 3:46.24 | Q     |
| 4    | 3     | Hao Yun                  | República Popular China (CHN) | 3:46.88 | Q     |
| 5    | 6     | Pál Joensen              | Dinamarca (DEN)               | 3:47.36 |       |
| 6    | 8     | Cristian Quintero Valero | Venezuela (VEN)               | 3:50.44 |       |
| 7    | 2     | Samuel Pizzetti          | Italia (ITA)                  | 3:50.93 |       |
| 8    | 1     | Dominik Meichtry         | Suiza (SUI)                   | 3:51.34 |       |

#### Sumario
| Rank | Serie | Línea | Nombre                   | Nacionalidad                  | Tiempo  | Notas |
| ---- | ----- | ----- | ------------------------ | ----------------------------- | ------- | ----- |
| 1    | 4     | 4     | Sun Yang                 | República Popular China (CHN) | 3:45.07 | Q     |
| 2    | 4     | 5     | Peter Vanderkaay         | Estados Unidos (USA)          | 3:45.80 | Q     |
| 3    | 4     | 7     | Conor Dwyer              | Estados Unidos (USA)          | 3:46.24 | Q     |
| 4    | 3     | 4     | Park Tae-Hwan            | Corea del Sur (KOR)           | 3:46.68 | Q     |
| 5    | 3     | 2     | Gergő Kis                | Hungría (HUN)                 | 3:46.77 | Q     |
| 6    | 4     | 3     | Hao Yun                  | República Popular China (CHN) | 3:46.88 | Q     |
| 7    | 3     | 5     | Ryan Napoleon            | Australia (AUS)               | 3:47.01 | Q     |
| 8    | 3     | 6     | David Carry              | Reino Unido (GBR)             | 3:47.25 | Q     |
| 9    | 2     | 5     | Ryan Cochrane            | Canadá (CAN)                  | 3:47.26 |       |
| 10   | 4     | 6     | Pál Joensen              | Dinamarca (DEN)               | 3:47.36 |       |
| 11   | 2     | 3     | Robbie Renwick           | Reino Unido (GBR)             | 3:47.44 |       |
| 12   | 2     | 6     | Mads Glaesner            | Dinamarca (DEN)               | 3:48.27 |       |
| 13   | 2     | 4     | Paul Biedermann          | Alemania (GER)                | 3:48.50 |       |
| 14   | 3     | 3     | David McKeon             | Australia (AUS)               | 3:48.57 |       |
| 15   | 2     | 2     | Matthew Stanley          | Nueva Zelanda (NZL)           | 3:49.44 |       |
| 16   | 4     | 8     | Cristian Quintero Valero | Venezuela (VEN)               | 3:50.44 |       |
| 17   | 3     | 1     | Serhi Frolov             | Ucrania (UKR)                 | 3:50.63 |       |
| 18   | 4     | 2     | Samuel Pizzetti          | Italia (ITA)                  | 3:50.93 |       |
| 19   | 4     | 1     | Dominik Meichtry         | Suiza (SUI)                   | 3:51.34 |       |
| 20   | 2     | 7     | Egor Degtyarev           | Rusia (RUS)                   | 3:52.33 |       |
| 21   | 1     | 4     | Mateusz Sawrymowicz      | Polonia (POL)                 | 3:53.33 |       |
| 22   | 3     | 8     | Matias Koski             | Finlandia (FIN)               | 3:54.96 |       |
| 23   | 2     | 8     | Dorde Marković           | Serbia (SRB)                  | 3:55.35 |       |
| 24   | 2     | 1     | Juan Martin Pereyra      | Argentina (ARG)               | 3:56.76 |       |
| 25   | 3     | 7     | Heerden Herman           | Sudáfrica (RSA)               | 3:57.28 |       |
| 26   | 1     | 5     | Mateo de Angulo Velasco  | Colombia (COL)                | 3:57.76 |       |
| 27   | 1     | 6     | Ahmed Gebrel             | Palestina (PLE)               | 4:08.51 |       |
| 28   | 1     | 3     | Allan Gutierrez Castro   | Honduras (HON)                | 4:09.10 |       |

### Final
| Rank              | Línea | Nombre           | Nacionalidad                  | Tiempo  | Notas  |
| ----------------- | ----- | ---------------- | ----------------------------- | ------- | ------ |
| Medalla de oro    | 4     | Sun Yang         | República Popular China (CHN) | 3:40.14 | RO, RA |
| Medalla de plata  | 6     | Park Tae-Hwan    | Corea del Sur (KOR)           | 3:42.06 |        |
| Medalla de bronce | 5     | Peter Vanderkaay | Estados Unidos (USA)          | 3:44.69 |        |
| 4                 | 7     | Hao Yun          | República Popular China (CHN) | 3:46.02 |        |
| 5                 | 3     | Conor Dwyer      | Estados Unidos (USA)          | 3:46.39 |        |
| 6                 | 2     | Gergő Kis        | Hungría (HUN)                 | 3:47.03 |        |
| 7                 | 8     | David Carry      | Reino Unido (GBR)             | 3:48.62 |        |
| 8                 | 1     | Ryan Napoleon    | Australia (AUS)               | 3:49.25 |        |